# 50.ª edición de los Premios Óscar
La 50.ª edición de los Óscar premió a las mejores películas de 1977. Organizada por la Academia de Artes y Ciencias Cinematográficas, tuvo lugar en el Dorothy Chandler Pavilion de Los Ángeles el 3 de abril de 1978, siendo Bob Hope el presentador de la gala por 18.ª y última vez. 
Las dos grandes películas ganadoras del año fueron Star Wars, película que ganó en 6 de las 11 categorías en las que era candidata, y Annie Hall, que ganó 4 de las 5 nominaciones que recibió. No obstante Woody Allen director, guionista y protagonista de Annie Hall ni siquiera acudió a la ceremonia, alegando que se le olvidó ya que tenía que tocar el clarinete.
Esta ceremonia de entrega también es recordada por haber sido aquella en la que la actriz Vanessa Redgrave, ganadora del Óscar a la mejor actriz de reparto por Julia, realizó un polémico discurso de agradecimiento por el galardón, siendo considerado uno de los momentos más tensos de la historia de los premios.

## Ganadores y nominados

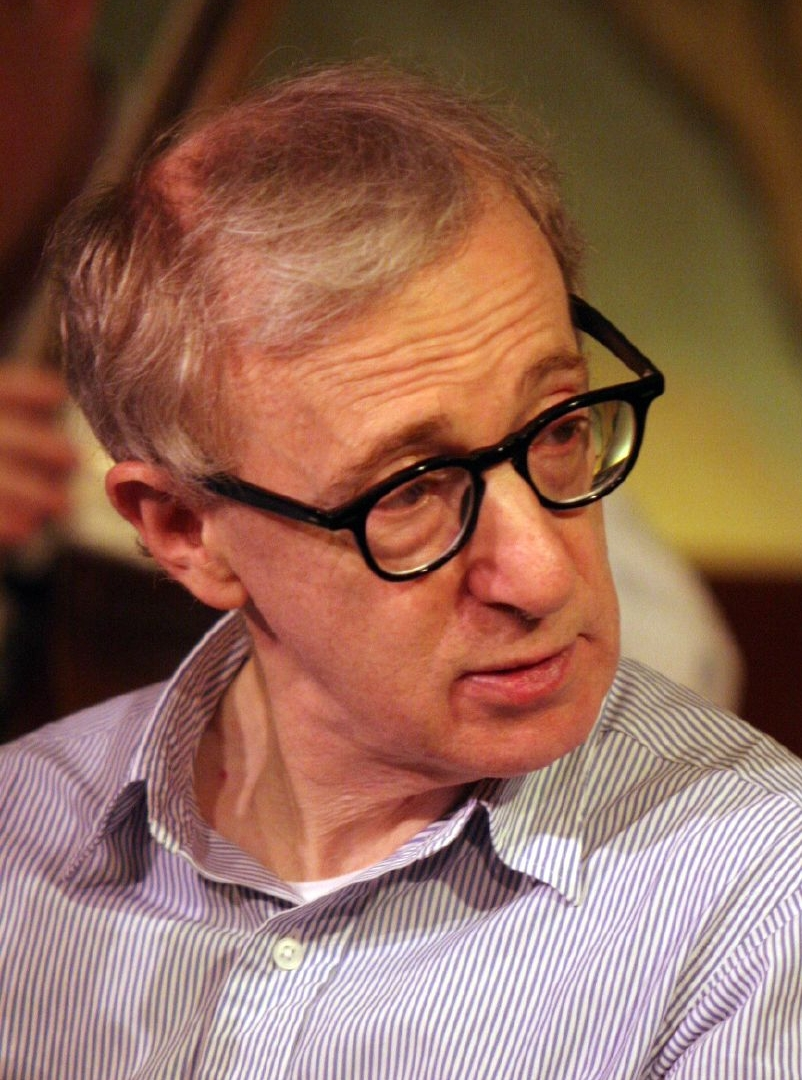
Woody Allen, Ganador como Mejor director

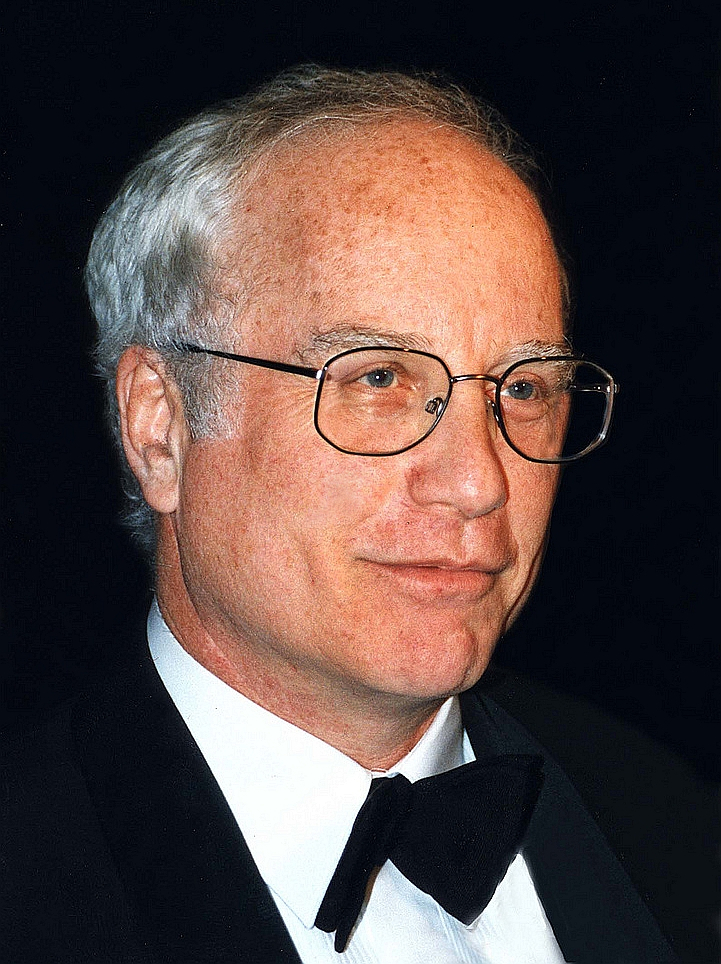
Richard Dreyfuss, Ganador como Mejor Actor

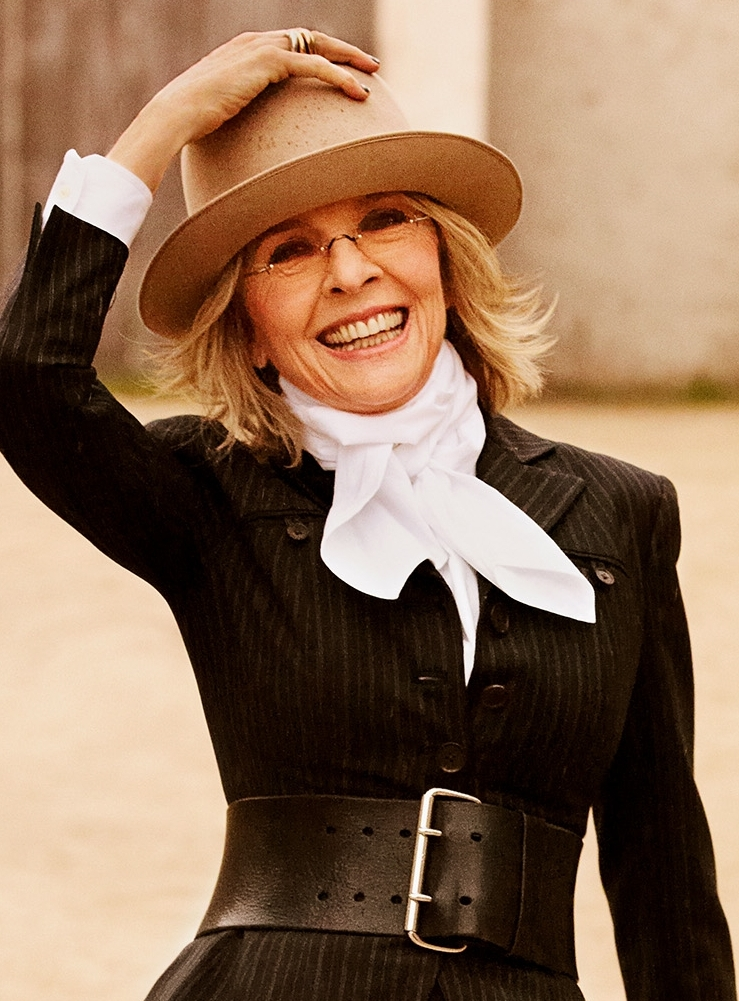
Diane Keaton, Ganadora como Mejor Actriz

Indica el ganador dentro de cada categoría, mostrado al principio y resaltado en negritas y en letras pequeñas se indican los presentadores. A continuación se listan los nominados y ganadores:
| Mejor películaPresentado por: Jack NicholsonAnnie Hall – Charles H. Joffe productor - The Goodbye Girl (La chica del adiós) – Ray Stark productor - Julia – Richard Roth productor - Star Wars: Episode IV - A New Hope (La guerra de las galaxias. Episodio IV: Una nueva esperanza) – Gary Kurtz productor - The Turning Point (Paso decisivo) – Herbert Ross y Arthur Laurents productor | Mejor directorPresentado por: Cicely Tyson y King VidorWoody Allen - Annie Hall - Steven Spielberg -Close Encounters of the Third Kind (Encuentros en la tercera fase) - Fred Zinnemann - Julia - George Lucas - Star Wars: Episode IV - A New Hope (La guerra de las galaxias. Episodio IV: Una nueva esperanza) - Herbert Ross - The Turning Point (Paso decisivo) |
| Mejor actor Presentado por: Sylvester Stallone Richard Dreyfuss - The Goodbye Girl (La chica del adiós) como Elliot Garfield - Woody Allen-Annie Hall como Alvy "Max" Singer - Richard Burton-Equus como Doctor Martin Dysart - Marcello Mastroianni- Una giornata particolare (Una jornada particular) como Gabriele - John Travolta-Saturday Night Fever (Fiebre del sábado noche) como Anthony "Tony" Manero | Mejor actriz Presentado por: Janet Gaynor & Walter Matthau. Diane Keaton - Annie Hall como Annie Hall - Anne Bancroft- The Turning Point (Paso decisivo) como Emma Jacklin - Jane Fonda-Julia como Lillian Hellman - Shirley MacLaine- The Turning Point (Paso decisivo) como DeeDee Rodgers - Marsha Mason- The Goodbye Girl (La chica del adiós) como Paula McFadden |
| Mejor actor de reparto Presentado por: Maggie Smith y Michael Caine. Jason Robards - Julia como Dashiell Hammett - Mijaíl Barýshnikov - The Turning Point (Paso decisivo) como Yuri Kopeikine - Peter Firth - Equus como Alan Strang - Alec Guinness - Star Wars: Episode IV - A New Hope (La guerra de las galaxias. Episodio IV: Una nueva esperanza) como Obi Wan Kenobi - Maximilian Schell - Julia como Johann | Mejor actriz de reparto Presentado por: Muhammad Ali y Sylvester Stallone Vanessa Redgrave - Julia como Julia - Leslie Browne - The Turning Point (Paso decisivo) como Emilia Rodgers - Quinn Cummings - The Goodbye Girl (La chica del adiós) como Lucy McFadden - Melinda Dillon - Close Encounters of the Third Kind (Encuentros en la tercera fase) como Jillian Guiler - Tuesday Weld - Looking for Mr. Goodbar (Buscando al Sr. Goodbar) como Katherine Dunn |
| Mejor guion original Presentado por: Paddy Chayefsky Annie Hall - Woody Allen y Marshall Brickman - The Goodbye Girl (La chica del adiós) - Neil Simon - The Late Show (El gato conoce al asesino) - Robert Benton - Star Wars: Episode IV - A New Hope (La guerra de las galaxias. Episodio IV: Una nueva esperanza) - George Lucas - The Turning Point (Paso decisivo) - Arthur Laurents | Mejor guion adaptado de otro material Presentado por: Paddy Chayefsky Julia - Alvin Sargent basada en la novela Pentimento de Lillian Hellman - Equus - Peter Shaffer basada en su propia obra de teatro - Cet obscur objet du désir (Ese oscuro objeto del deseo) - Luis Buñuel y Jean Claude Carrière basada en la novela La Femme et le pantin de Pierre Louÿs - I Never Promised You a Rose Garden (Nunca te prometí un jardín de rosas) - Gavin Lambert y Lewis John Carlino based en la novela homónima de Hannah Greene - Oh, God! (¡Oh, Dios!) - Larry Gelbart basada en el libro de Avery Corman |
| Mejor película de habla no inglesa Presentado por: Jack Valenti y Eva Marie Saint La Vie devant soi (Madame Rosa), de Moshe Mizrahi (Francia) - Cet obscur objet du désir (Ese oscuro objeto del deseo), de Luis Buñuel (España) - Ifigeneia, de Michael Cacoyannis (Grecia) - Una giornata particolare (Una jornada particular), de Ettore Scola (Italia) - Mivtsa Yonatan (Operación Relámpago), de Menahem Golan (Israel) | Mejor documental largo Presentado por: Kirk Douglas y Raquel Welch Who Are the DeBolts? And Where Did They Get Nineteen Kids? – John Korty, Dan McCann y Warren L. Lockhart - The Children of Theatre Street – Robert Dornhelm y Earle Mack - High Grass Circus – Bill Brind, Torben Schioler y Tony Ianzelo - Homage to Chagall: The Colours of Love – Harry Rasky - Union Maids – James Klein, Julia Reichert and Miles Mogulescu |
| Mejor cortometraje de ficción Presentado por: Kirk Douglas y Raquel Welch I'll Find a Way – Beverly Shaffer y Yuki Yoshida - The Absent-Minded Waiter – William E. McEuen - Floating Free – Jerry Butts - Notes on the Popular Arts – Saul Bass - Spaceborne – Philip Dauber | Mejor documental corto Presentado por: Kirk Douglas y Raquel Welch Gravity Is My Enemy – John Joseph y Jan Stussy - Agueda Martinez: Our People, Our Country – Moctesuma Esparza - First Edition – Helen Whitney y DeWitt L. Sage Jr. - Of Time, Tombs and Treasures – James R. Messenger y Paul N. Raimondi - The Shetland Experience – Douglas Gordon |
| Mejor cortometraje animado Presentado por: Kirk Douglas y Raquel Welch The Sand Castle – Co Hoedeman - Bead Game – Ishu Patel - The Doonesbury Special – John Hubley (nominación póstuma), Faith Hubley y Garry Trudeau - Jimmy the C – James Picker, Robert Grossman y Craig Whitaker | Mejor banda sonora dramática original Presentado por: Johnny Green, Henry Mancini & Olivia Newton-John Star Wars: Episode IV - A New Hope (La guerra de las galaxias. Episodio IV: Una nueva esperanza) - John Williams - The Message (Mahoma, el mensajero de Dios) - Maurice Jarre - The Spy Who Loved Me (La espía que me amó) - Marvin Hamlisch - Close Encounters of the Third Kind (Encuentros en la tercera fase) - John Williams - Julia - Georges Delerue |
| Mejor orquestación: coro original y adaptación -u- orquestación: adaptación Presentado por: Johnny Green, Henry Mancini & Olivia Newton-John A Little Night Music – Jonathan Tunick - The Slipper and the Rose: The Story of Cinderella (La zapatilla y la rosa: La historia de Cenicienta) – Richard Sherman, Robert Sherman y Angela Morley - Pete's Dragon (Pedro y el dragón Elliot) – Al Kasha, Joel Hirschhorn y I. Kostal | Mejor canción original Presentado por: Fred Astaire "You Light Up My Life" de You Light Up My Life (Tú iluminas mi vida) – Música y letra de Joseph Brooks - "Candle on the Water" de Pete's Dragon (Pedro y el dragón Elliot) –Música y letra de Al Kasha and Joel Hirschhorn - "Nobody Does It Better" de The Spy Who Loved Me (La espía que me amó) –Música de Marvin Hamlisch; Letra de Carole Bayer Sager - "The Slipper and the Rose Waltz (He Danced with Me/She Danced with Me)" de The Slipper and the Rose: The Story of Cinderella (La zapatilla y la rosa: La historia de Cenicienta) – Música y letra de Richard M. Sherman y Robert B. Sherman - "Someone's Waiting for You" de The Rescuers (Los rescatadores) – Música de Sammy Fain; Letra de Carol Connors y Ayn Robbins |
| Mejor sonido Presentado por:William Holden & Barbara Stanwyck Star Wars: Episode IV - A New Hope (La guerra de las galaxias. Episodio IV: Una nueva esperanza) – Don MacDougall, Ray West, Bob Minkler y Derek Ball - Close Encounters of the Third Kind (Encuentros en la tercera fase) – Robert Knudson, Robert J. Glass, Don MacDougall y Gene Cantamessa - Abismo – Walter Goss, Dick Alexander, Tom Beckert y Robin Gregory - Sorcerer (Carga maldita) – Robert Knudson, Robert Glass, Richard Tyler y Jean-Louis Ducarme - The Turning Point (Paso decisivo) – Theodore Soderberg, Paul Wells, Douglas O. Williams y Jerry Jost | Mejor diseño de vestuario Presentado por: Natalie Wood Star Wars: Episode IV - A New Hope (La guerra de las galaxias. Episodio IV: Una nueva esperanza) – John Mollo - Airport '77 (Aeropuerto 77) – Edith Head y Burton Miller - Julia – Anthea Sylbert - A Little Night Music – Florence Klotz - The Other Side of Midnight (El otro lado de la medianoche) – Irene Sharaff |
| Mejor dirección de arte Presentado por: Henry Winkler y Greer Garson Star Wars: Episode IV - A New Hope (La guerra de las galaxias. Episodio IV: Una nueva esperanza) – Dirección artística: John Barry, Norman Reynolds and Leslie Dilley; Decorados: Roger Christian - Airport '77 (Aeropuerto 77) – Dirección artística: George C. Webb; Decorados: Mickey S. Michaels - Close Encounters of the Third Kind (Encuentros en la tercera fase) – Dirección artística: Joe Alves and Dan Lomino; Decorados: Phil Abramson - The Spy Who Loved Me (La espía que me amó) – Dirección artística: Ken Adam y Peter Lamont; Decorados: Hugh Scaife - The Turning Point (Paso decisivo) – Dirección artística: Albert Brenner; Decorados: Marvin March | Mejor fotografía Presentado por: Jon Voight y Goldie Hawn Close Encounters of the Third Kind (Encuentros en la tercera fase) – Vilmos Zsigmond - Islands in the Stream (La isla del adiós) – Fred J. Koenekamp - Julia – Douglas Slocombe - Looking for Mr. Goodbar (Buscando al Sr. Goodbar) – William A. Fraker - The Turning Point (Paso decisivo) – Robert Surtees |
| Mejor montaje Presentado por: Marcello Mastroianni y Farrah Fawcett Star Wars: Episode IV - A New Hope (La guerra de las galaxias. Episodio IV: Una nueva esperanza) – Paul Hirsch, Marcia Lucas y Richard Chew - Close Encounters of the Third Kind (Encuentros en la tercera fase) – Michael Kahn - Julia – Walter Murch - Smokey and the Bandit (Los caraduras) – Walter Hannemann y Angelo Ross - The Turning Point (Paso decisivo) – William Reynolds | Óscar a los mejores efectos visuales Presentado por: Joan Fontaine Star Wars: Episode IV - A New Hope (La guerra de las galaxias. Episodio IV: Una nueva esperanza) – John Stears, John Dykstra, Richard Edlund, Grant McCune y Robert Blalack - Close Encounters of the Third Kind (Encuentros en la tercera fase) – Roy Arbogast, Douglas Trumbull, Matthew Yuricich, Gregory Jein y Richard Yuricich |

### Oscar especiales
- Frank E. Warner por los efectos sonoros de Close Encounters of the Third Kind (Encuentros en la tercera fase)

### Óscar Honorífico
- Margaret Booth, por su contribución en el arte del montaje cinematográfico.

### Premio Irving Thalberg
- Walter Mirisch

### Premio Humanitario Jean Hersholt
- Charlton Heston

## El discurso de Vanessa Redgrave
Vanessa Redgrave, tras ganar el premio a la mejor actriz de reparto por su papel en la película Julia, pronunció un discurso proclamando su pensamiento propalestino. A continuación se presenta la versión traducida:

Mi queridos colegas, les agradezco profundamente este premio por mi trabajo. En mi opinión, creo que Jane Fonda y yo hemos realizado la mejor interpretación de nuestras vidas y creo que también es en parte gracias a nuestro director, Fred Zinnemann. [Aplausos del público]
Y también creo que es porque nosotras creímos y seguimos creyendo en lo que expresamos - dos de los millones de personas que dieron sus vidas y se prepararon para sacrificar todo en la lucha contra el fascismo y la Alemania Nazi racista.
Y te rindo homenaje a ti, te rindo tributo a ti, y creo que estarías muy orgulloso después de que en las últimas semanas te hayas mantenido firme, y hayas rechazado los intentos de intimidación por parte de un pequeño grupo de sionistas rufianes [gestos de sorpresa en la audiencia, seguidos de una mezcla de abucheos y aplausos], cuyo comportamiento es un insulto para los judíos de todo el mundo y su gran y heroica lucha contra el fascismo y la represión.
Y también rindo homenaje a todos ustedes por mantenerse firmes y combatir durante ese período en el que Nixon y McCarthy impulsaron una caza de brujas mundial contra quienes trataban de expresar en sus vidas y en sus trabajos la verdad en la que ellos creían. Y te rindo homenaje a ti, y te agradezco y te prometo que seguiré luchando contra el antisemitismo y el fascismo.

 [aplauso general]
Apenas dos horas después, cuando se presentaba al ganador del premio al mejor guion, Paddy Chayefsky, todavía perturbado por lo que consideraba "ataques contra los judíos", dijo:

Antes de anunciar el premio al mejor guion, hay una pequeña cosa que deseo aclarar, si quiero vivir conmigo mañana. Me gustaría decir, es mi opinión personal, que estoy harto y cansado de las personas que utilizan los Premios de la Academia [fuerte aplauso] para la divulgación de propaganda personal.
Me gustaría sugerirle a Miss Redgrave que el ganar un Premio de la Academia no es un momento fundamental en la historia, que no requiere una proclamación y que un simple ''gracias'' habría sido suficiente. [fuerte aplauso]

## Premios y nominaciones múltiples
| Película                                                                                              | Nominaciones | Premios |
| --- | ------------ | ------- |
| Annie Hall                                                                                            | 5            | 4       |
| Star Wars: Episode IV - A New Hope (La guerra de las galaxias. Episodio IV: Una nueva esperanza)      | 11           | 7       |
| Julia                                                                                                 | 11           | 3       |
| Close Encounters of the Third Kind (Encuentros en la tercera fase)                                    | 8            | 2       |
| The Goodbye Girl (La chica del adiós)                                                                 | 5            | 1       |
| A Little Night Music                                                                                  | 2            | 1       |
| La Vie devant soi (Madame Rosa)                                                                       | 1            | 1       |
| You Light Up My Life (Tú iluminas mi vida)                                                            | 1            | 1       |
| The Turning Point (Paso decisivo)                                                                     | 11           | 0       |
| Equus                                                                                                 | 3            | 0       |
| The Spy Who Loved Me (La espía que me amó)                                                            | 3            | 0       |
| Airport '77 (Aeropuerto 77)                                                                           | 2            | 0       |
| Looking for Mr. Goodbar (Buscando al Sr. Goodbar)                                                     | 2            | 0       |
| The Slipper and the Rose: The Story of Cinderella (La zapatilla y la rosa: La historia de Cenicienta) | 2            | 0       |
| Cet obscur objet du désir (Ese oscuro objeto del deseo)                                               | 2            | 0       |
| Pete's Dragon (Pedro y el dragón Elliot)                                                              | 2            | 0       |
| Una giornata particolare (Una jornada particular)                                                     | 2            | 0       |